# Diapontia uruguayensis
Espèce
Synonymes
- Diapontia albopunctata Mello-Leitão, 1941
- Diapontia infausta Mello-Leitão, 1941
- Diapontia pourtaleensis Mello-Leitão, 1944
- Diapontia senescens Mello-Leitão, 1944

Diapontia uruguayensis est une espèce d'araignées aranéomorphes de la famille des Lycosidae.

## Distribution
Cette espèce se rencontre en Uruguay, en Argentine, au Chili dans les régions d'Aisén et des Lacs, au Paraguay et au Brésil au Rio Grande do Sul,.

## Description
Le mâle décrit par Piacentini, Scioscia, Carbajal, Ott, Brescovit et Ramírez en 2017 mesure 7,85 mm et la femelle 9,58 mm, les mâles mesurent de 6,09 à 10,70 mm et les femelles de 7,28 à 14,10 mm.

## Étymologie
Son nom d'espèce, composé de uruguay et du suffixe latin -ensis, « qui vit dans, qui habite », lui a été donné en référence au lieu de sa découverte, l'Uruguay.

## Publication originale
- Keyserling, 1877 "1876" : Ueber amerikanische Spinnenarten der Unterordnung Citigradae. Verhandlungen der kaiserlich-königlichen zoologisch-botanischen Gesellschaft in Wien, vol. 26, p. 609-708 (texte intégral).